# Persone di nome Arnaldo
| Questa pagina contiene informazioni ricavate automaticamente dalle voci biografiche con l'ausilio del template Bio e di un bot. L'aggiornamento è periodico e automatico e ricostruisce completamente la pagina. Se manca una persona in questa lista, sei pregato di non aggiungerla, ma accertati piuttosto che la sua voce biografica contenga il template Bio e che i dati anagrafici siano correttamente compilati. Se il template Bio manca, inseriscilo tu stesso o, in alternativa, metti l'avviso {{tmp\|Bio}} che ne segnala la mancanza. Se i dati riportati sono sbagliati, correggi direttamente la voce biografica; le modifiche saranno visibili in questa lista entro pochi giorni. Per chiarimenti vedi il progetto antroponimi. La lista contiene solo le 176 persone che sono citate nell'enciclopedia e per le quali è stato implementato correttamente il template Bio. Pagina aggiornata al 22 lug 2025. |

Questa è una lista di persone presenti nell'enciclopedia che hanno il nome Arnaldo, suddivise per attività principale.

## Abati(1)
- Arnaldo da Limena, abate italiano (Padova - Asolo, † 1255)

## Allenatori di calcio(4)
- Arnaldo Fasoli, allenatore di calcio e calciatore italiano (Pegli, n. 1917 - Busto Arsizio)
- Arnaldo Leonzio, allenatore di calcio e calciatore italiano (Francavilla al Mare, n. 1924 - Francavilla al Mare, † 1979)
- Arnaldo Lucentini, allenatore di calcio e calciatore italiano (Tolentino, n. 1930 - Gela, † 1981)
- Aldo Riva, allenatore di calcio e calciatore italiano (Milano, n. 1923)

## Allenatori di pallacanestro(1)
- Arnaldo Taurisano, allenatore di pallacanestro italiano (Milano, n. 1933 - Brescia, † 2019)

## Antifascisti(1)
- Arnaldo Guerrini, antifascista italiano (Ravenna, n. 1894 - Ravenna, † 1944)

## Arbitri di calcio(2)
- Arnaldo César Coelho, ex arbitro di calcio brasiliano (Rio de Janeiro, n. 1943)
- Arnaldo Prati, arbitro di calcio italiano (Roccabianca, n. 1939 - Parma, † 2011)

## Architetti(2)
- Arnaldo Dell'Ira, architetto italiano (Livorno, n. 1903 - Russia, † 1943)
- Arnaldo Foschini, architetto italiano (Roma, n. 1884 - Roma, † 1968)

## Archivisti(1)
- Arnaldo D'Addario, archivista e storico italiano (Salerno, n. 1922 - Firenze, † 2006)

## Attori(4)
- Arnaldo Dell'Acqua, attore e stuntman italiano (Campobasso, n. 1938 - Roma, † 2024)
- Arnaldo Martelli, attore italiano (San Marino, n. 1887 - Torino, † 1955)
- Arnaldo Mochetti, attore italiano (Roma, n. 1911 - Roma, † 1955)
- Arnaldo Ninchi, attore e regista teatrale italiano (Pesaro, n. 1935 - Roma, † 2013)

## Autori televisivi(1)
- Arnaldo Santoro, autore televisivo italiano (Foggia, n. 1932 - Roma, † 1995)

## Avvocati(1)
- Arnaldo Petretti, avvocato, funzionario e politico italiano (Orbetello, n. 1878 - Roma, † 1952)

## Bibliotecari(1)
- Arnaldo Segarizzi, bibliotecario e storico italiano (Avio, n. 1872 - Asolo, † 1924)

## Calciatori(25)
- Arnaldo Balay, calciatore argentino (Avellaneda, n. 1928 - † 2006)
- Arnaldo Cadei, calciatore italiano (Cologna Veneta, n. 1918 - Brescia, † 1995)
- Arnaldo Calzolari, calciatore e allenatore di calcio italiano (Bondeno, n. 1906 - Catania, † 1970)
- Arnaldo Castorino, calciatore paraguaiano (Asunción, n. 1987)
- Arnaldo José Da Silva, calciatore portoghese (Bissau, n. 1944 - † 1999)
- Arnaldo Edi Lopes da Silva, ex calciatore portoghese (Aveiro, n. 1982)
- Arnaldo Espínola, ex calciatore paraguaiano (Luque, n. 1975)
- Arnaldo González, calciatore argentino (Quilmes, n. 1989)
- Arnaldo Manoel de Almeida, calciatore brasiliano (Uberaba, n. 1992)
- Arnaldo Marengo, calciatore italiano
- Arnaldo Morandi, calciatore italiano (Verona, n. 1901)
- Arnaldo Nebbia, calciatore italiano (Casale Monferrato, n. 1906 - Casale Monferrato, † 1965)
- Arnaldo Novello, calciatore italiano
- Ariel Ortega, ex calciatore argentino (Ledesma, n. 1974)
- Arnaldo Ortelli, calciatore svizzero (n. 1913 - Lugano, † 1986)
- Arnaldo Porta, calciatore brasiliano (Araraquara, n. 1896 - Villafranca di Verona, † 1971)
- Arnaldo Prosperi, calciatore italiano (Mantova, n. 1901)
- Arnaldo Salvi, calciatore italiano (Bergamo, n. 1915 - Bergamo, † 2002)
- Antonio Sanabria, calciatore paraguaiano (San Lorenzo, n. 1996)
- Arnaldo Sentimenti, calciatore e allenatore di calcio italiano (Bomporto, n. 1914 - Napoli, † 1997)
- Arnaldo Taddei, calciatore italiano (Portomaggiore, n. 1911)
- Arnaldo Tagliacozzo, calciatore italiano (Roma, n. 1901 - Auschwitz, † 1944)
- Arnaldo Vighi, calciatore italiano (Reggio Emilia, n. 1907 - † 1952)
- Arnaldo Vigorelli, calciatore italiano
- Arnaldo Woelkel, calciatore svizzero (Weinfelden, n. 1892)

## Cantanti(1)
- Arnaldo Antunes, cantante, compositore e poeta brasiliano (San Paolo, n. 1960)

## Cardinali(1)
- Arnaldo de Via, cardinale francese (Cahors - Avignone, † 1335)

## Cartografi(1)
- Arnaldo Faustini, cartografo, geografo e scrittore italiano (Roma, n. 1872 - San Rafael, † 1944)

## Cavalieri(1)
- Arnaldo Bologni, cavaliere italiano (Reggio Emilia, n. 1960)

## Cestisti(2)
- Arnaldo Febres, ex cestista portoricano (Hato Rey, n. 1978)
- Arnaldo Toro, cestista portoricano (Mayagüez, n. 1997)

## Chimici(1)
- Arnaldo Piutti, chimico italiano (Cividale del Friuli, n. 1857 - Conegliano, † 1928)

## Ciclisti su strada(5)
- Arnaldo Carli, ciclista su strada e pistard italiano (Milano, n. 1901 - Corsico, † 1972)
- Arnaldo Caverzasi, ex ciclista su strada italiano (Porto Ceresio, n. 1948)
- Arnaldo Di Maria, ciclista su strada italiano (Genova, n. 1935 - Genova, † 2011)
- Arnaldo Faccioli, ciclista su strada italiano (Villafranca di Verona, n. 1925 - Villafranca di Verona, † 2016)
- Arnaldo Pambianco, ciclista su strada italiano (Bertinoro, n. 1935 - Bertinoro, † 2022)

## Compositori(1)
- Arnaldo Bambini, compositore e organista italiano (Correggio, n. 1880 - Verolanuova, † 1953)

## Cosmonauti(1)
- Arnaldo Tamayo Méndez, cosmonauta cubano (Guantánamo, n. 1942)

## Critici letterari(3)
- Arnaldo Bocelli, critico letterario, giornalista e italianista italiano (Roma, n. 1900 - Roma, † 1974)
- Arnaldo Colasanti, critico letterario, scrittore e conduttore televisivo italiano (Fiuggi, n. 1957)
- Arnaldo Di Benedetto, critico letterario italiano (Malles Venosta, n. 1940 - Santena, † 2021)

## Direttori della fotografia(1)
- Arnaldo Catinari, direttore della fotografia e regista italiano (Bologna, n. 1964)

## Drammaturghi(1)
- Arnaldo Boscolo, commediografo italiano (Quarto d'Altino, n. 1885 - Roma, † 1963)

## Economisti(1)
- Arnaldo Mauri, economista italiano (Milano, n. 1932 - Milano, † 2016)

## Editori(1)
- Arnaldo de Mohr, editore e scrittore italiano (Milano, n. 1874 - Malnate, † 1921)

## Filosofi(1)
- Arnaldo Volpicelli, filosofo italiano (Roma, n. 1892 - Roma, † 1968)

## Flautisti(1)
- Arnaldo Bixio Daini, flautista e direttore di banda italiano (Pontedera, n. 1922 - Pontedera, † 2010)

## Francesisti(1)
- Arnaldo Pizzorusso, francesista italiano (Bagni di Lucca, n. 1923 - Firenze, † 2012)

## Generali(2)
- Arnaldo Azzi, generale e politico italiano (Ceneselli, n. 1885 - Cuneo, † 1957)
- Arnaldo Ferrara, generale e funzionario italiano (Ischia, n. 1920 - Roma, † 2016)

## Ginnasti(1)
- Arnaldo Andreoli, ginnasta italiano (Modena, n. 1893 - Parma, † 1952)

## Giocatori di calcio a 5(2)
- Arnaldo Ferreira, ex giocatore di calcio a 5 brasiliano (San Paolo, n. 1968)
- Arnaldo Pereira, giocatore di calcio a 5 portoghese (Bragança, n. 1979)

## Giornalisti(4)
- Arnaldo Cipolla, giornalista, esploratore e scrittore italiano (Como, n. 1877 - Roma, † 1938)
- Arnaldo Fraccaroli, giornalista, scrittore e commediografo italiano (Villa Bartolomea, n. 1882 - Milano, † 1956)
- Arnaldo Mussolini, giornalista e politico italiano (Dovia di Predappio, n. 1885 - Milano, † 1931)
- Arnaldo Verri, giornalista italiano (Lu, n. 1925 - San Paolo, † 2013)

## Giuristi(1)
- Arnaldo De Valles, giurista e avvocato italiano (Villafranca di Verona, n. 1887 - Verona, † 1964)

## Imprenditori(3)
- Arnaldo Pocher, imprenditore italiano (Trento, n. 1911 - † 1989)
- Arnaldo Rivera, imprenditore e partigiano italiano (Castiglione Falletto, n. 1919 - Castiglione Falletto, † 1987)
- Arnaldo Salatti, imprenditore e dirigente sportivo italiano (Genova, n. 1923 - Genova, † 2005)

## Incisori(1)
- Arnaldo Battistoni, incisore e pittore italiano (Fano, n. 1921 - Pesaro, † 1990)

## Ingegneri(5)
- Arnaldo Maria Angelini, ingegnere italiano (Force, n. 1909 - Roma, † 1999)
- Arnaldo Fuzzi, ingegnere italiano (Forlì, n. 1893 - Forlì, † 1974)
- Arnaldo Gardella, ingegnere e designer italiano (Milano, n. 1873 - Milano, † 1928)
- Arnaldo Piccinini, ingegnere, imprenditore e banchiere italiano (Valdina, n. 1915 - Monte Carlo, † 1972)
- Arnaldo Roselli, ingegnere italiano († 1949)

## Letterati(1)
- Arnaldo Barilli, letterato e storico dell'arte italiano (Monterotondo, n. 1876 - Parma, † 1953)

## Linguisti(1)
- Arnaldo Alberti, linguista e filologo italiano (Treviso, n. 1935)

## Liutai(1)
- Arnaldo Morano, liutaio italiano (Torino, n. 1911 - Rosignano Monferrato, † 2007)

## Magistrati(1)
- Arnaldo Maccarone, magistrato italiano (Roccamonfina, n. 1909 - Roma, † 1984)

## Medici(4)
- Arnaldo Cantani, medico e politico italiano (Hainsbach, n. 1837 - Napoli, † 1893)
- Arnaldo Clausi Schettini, medico e politico italiano (Rogliano, n. 1905 - Cosenza, † 1963)
- Arnaldo Malan, medico italiano (Milano, n. 1885 - Torino, † 1948)
- Arnaldo da Villanova, medico, alchimista e scrittore spagnolo (Valencia, n. 1240 - Genova)

## Militari(6)
- Arnaldo Berni, militare italiano (Mantova, n. 1894 - Punta San Matteo, † 1918)
- Arnaldo Harzarich, militare italiano (Pola, n. 1903 - Merano, † 1973)
- Arnaldo Lambertini, militare e scrittore italiano (Imola, n. 1864 - Imola, † 1944)
- Arnaldo Moro, militare e aviatore italiano (Zinasco, n. 1908 - Ascò, † 1938)
- Arnaldo Pegollo, militare e partigiano italiano (Massa, n. 1918 - Massa, † 1945)
- Aldo Resega, militare e dirigente d'azienda italiano (Milano, n. 1896 - Milano, † 1943)

## Musicisti(1)
- Arnaldo Benvenuti, musicista e compositore italiano (Conegliano, n. 1912 - Padova, † 1942)

## Musicologi(1)
- Arnaldo Bonaventura, musicologo e saggista italiano (Livorno, n. 1862 - Firenze, † 1952)

## Nobili(7)
- Arnaldo di Ribagorza, nobile spagnolo († 990)
- Arnaldo Mir I di Pallars Jussà, nobile spagnolo
- Arnaldo Raimondo I di Pallars Jussà, nobile spagnolo
- Arnaldo Ruggero I di Pallars Sobirà, nobile spagnolo
- Arnaldo Ruggero II di Pallars Sobirà, nobile spagnolo
- Arnaldo Ruggero III di Pallars Sobirà, nobile spagnolo
- Arnaldo Ruggero IV di Pallars Sobirà, nobile spagnolo

## Oculisti(1)
- Arnaldo Angelucci, oculista italiano (Subiaco, n. 1854 - Napoli, † 1933)

## Pallanuotisti(1)
- Arnaldo Deserti, ex pallanuotista italiano (Genova, n. 1979)

## Partigiani(1)
- Arnaldo Bera, partigiano, politico e sindacalista italiano (Soresina, n. 1915 - Soresina, † 1999)

## Pianisti(1)
- Arnaldo Graziosi, pianista e compositore italiano (Bomarzo, n. 1913 - Grottaferrata, † 1997)

## Piloti automobilistici(1)
- Arnaldo Cavallari, pilota automobilistico e cuoco italiano (Fiesso Umbertiano, n. 1932 - Adria, † 2016)

## Pistard(1)
- Arnaldo Benfenati, pistard e ciclista su strada italiano (Castel de' Britti, n. 1924 - Castel San Pietro Terme, † 1986)

## Pittori(7)
- Arnaldo Badodi, pittore italiano (Milano, n. 1913 - Kamenskoye, † 1943)
- Arnaldo Bartoli, pittore italiano (Reggio nell'Emilia, n. 1900 - Guastalla, † 1993)
- Arnaldo Carpanetti, pittore italiano (Ancona, n. 1898 - Milano, † 1969)
- Arnaldo Ferraguti, pittore, incisore e illustratore italiano (Marrara, n. 1862 - Forlì, † 1925)
- Arnaldo Galli, pittore e disegnatore italiano (Viareggio, n. 1926 - Viareggio, † 2019)
- Arnaldo Ginna, pittore, scultore e regista italiano (Ravenna, n. 1890 - Roma, † 1982)
- Arnaldo Mori, pittore italiano (Crotone, n. 1905 - Bologna, † 1981)

## Poeti(2)
- Arnaldo Frateili, poeta, scrittore e giornalista italiano (Piediluco, n. 1888 - Roma, † 1965)
- Arnaldo Fusinato, poeta e patriota italiano (Schio, n. 1817 - Verona, † 1888)

## Politici(21)
- Arnaldo Agnelli, politico, avvocato e politologo italiano (Somaglia, n. 1875 - Roma, † 1921)
- Arnaldo Armani, politico italiano (Nove, n. 1913 - † 1980)
- Arnaldo Baracetti, politico italiano (Codroipo, n. 1931 - Udine, † 2012)
- Arnaldo Brunetto, politico italiano (Gorgo al Monticano, n. 1941)
- Arnaldo Colleselli, politico italiano (Colle Santa Lucia, n. 1918 - † 1988)
- Arnaldo Dello Sbarba, politico e avvocato italiano (Volterra, n. 1873 - Pisa, † 1958)
- Arnaldo Di Giovanni, politico italiano (Teramo, n. 1928 - † 2012)
- Arnaldo Fabriani, politico, sindacalista e giornalista italiano (Civita d'Antino, n. 1898 - † 1979)
- Arnaldo Feraboli, politico italiano (Cremona e Corpi Santi, n. 1888 - Cremona, † 1971)
- Rosolino Ferragni, politico, antifascista e giornalista italiano (Cremona, n. 1896 - Cremona, † 1973)
- Arnaldo Forlani, politico italiano (Pesaro, n. 1925 - Roma, † 2023)
- Arnaldo Lomuti, politico italiano (Venosa, n. 1975)
- Arnaldo Lucci, politico italiano (n. 1871 - Napoli, † 1945)
- Arnaldo Marconi, politico italiano (Macerata, n. 1921 - Macerata, † 2008)
- Arnaldo Mariotti, politico italiano (Cappelle sul Tavo, n. 1947)
- Arnaldo Otegi, politico spagnolo (Elgoibar, n. 1958)
- Arnaldo Pittoni, politico italiano (Trieste, n. 1927 - Trieste, † 2004)
- Arnaldo Ranaldi, politico italiano (L'Aquila, n. 1890 - † 1971)
- Arnaldo Sertoli, politico e sindacalista italiano (Napoli, n. 1892 - Sondrio, † 1981)
- Arnaldo Silva, politico e antifascista italiano (Roma, n. 1887 - Mosca, † 1938)
- Arnaldo Zucchini, politico italiano (Massa, n. 1920 - † 2003)

## Poliziotti(2)
- Arnaldo La Barbera, poliziotto, dirigente pubblico e prefetto italiano (Lecce, n. 1942 - Roma, † 2002)
- Arnaldo Trevisan, poliziotto italiano (Mirano, n. 1966 - Padova, † 1988)

## Presbiteri(1)
- Arnaldo Peternazzi, presbitero, missionario e scrittore italiano (Scandolara Ravara, n. 1934 - Cingia de' Botti, † 2020)

## Produttori discografici(1)
- Arnaldo Saccomani, produttore discografico, imprenditore e personaggio televisivo brasiliano (San Paolo del Brasile, n. 1949 - Indaiatuba, † 2020)

## Psicoanalisti(1)
- Arnaldo Novelletto, psicoanalista italiano (Rieti, n. 1931 - Roma, † 2006)

## Pugili(2)
- Arnaldo Mesa, pugile cubano (Holguín, n. 1967 - Holguín, † 2012)
- Arnaldo Tagliatti, pugile e attore italiano (Ferrara, n. 1914 - † 1992)

## Registi(1)
- Arnaldo Jabor, regista, sceneggiatore e scrittore brasiliano (Rio de Janeiro, n. 1940 - San Paolo, † 2022)

## Registi teatrali(1)
- Arnaldo Picchi, regista teatrale e drammaturgo italiano (Parma, n. 1943 - Bologna, † 2006)

## Religiosi(1)
- Arnaldo da Brescia, religioso italiano (Brescia, n. 1090 - Roma, † 1155)

## Rivoluzionari(1)
- Arnaldo Ochoa, rivoluzionario, generale e politico cubano (Cacocum, n. 1930 - L'Avana, † 1989)

## Rugbisti a 15(1)
- Arnaldo Gruarin, rugbista a 15 francese (Gruaro, n. 1938 - Tolone, † 2025)

## Sceneggiatori(1)
- Arnaldo Bagnasco, sceneggiatore, giornalista e conduttore televisivo italiano (Dernice, n. 1936 - Chiusa di Pesio, † 2012)

## Scenografi(1)
- Arnaldo Foresti, scenografo italiano

## Scrittori(2)
- Arnaldo Alberti, scrittore italiano (Verona, n. 1866 - Verona, † 1896)
- Arnaldo Zambardi, scrittore, semiologo e sociologo italiano (San Pietro Infine, n. 1932 - Roma, † 2017)

## Scultori(3)
- Arnaldo Mazzanti, scultore e pittore italiano (Milano, n. 1939)
- Arnaldo Pomodoro, scultore e orafo italiano (Morciano di Romagna, n. 1926 - Milano, † 2025)
- Arnaldo Zocchi, scultore italiano (Firenze, n. 1862 - Roma, † 1940)

## Sociologi(1)
- Arnaldo Nesti, sociologo, teologo e scrittore italiano (Agliana, n. 1932 - Firenze, † 2024)

## Storici(2)
- Arnaldo Fortini, storico, scrittore e avvocato italiano (Assisi, n. 1889 - Assisi, † 1970)
- Arnaldo Momigliano, storico italiano (Caraglio, n. 1908 - Londra, † 1987)

## Storici dell'architettura(1)
- Arnaldo Bruschi, storico dell'architettura italiano (Roma, n. 1928 - Roma, † 2009)

## Velocisti(1)
- Arnaldo Abrantes, ex velocista portoghese (Cova da Piedade, n. 1986)

## Vescovi cattolici(6)
- Arnaldo Albertin, vescovo cattolico spagnolo (Maiorca, n. 1480 - Palermo, † 1544)
- Arnaldo Bernardo del Poggetto, vescovo cattolico e cardinale francese (Le Pouget - Viterbo, † 1368)
- Arnaldo, vescovo cattolico italiano (Arezzo)
- Arnaldo De Rosette, vescovo cattolico francese (Asti, † 1348)
- Arnaldo Speroni degli Alvarotti, vescovo cattolico italiano (Padova, n. 1728 - Rovigo, † 1800)
- Arnaldo Telesino, vescovo cattolico italiano